# II. Bogdán moldvai fejedelem
II. Bogdán (1409 – 1451. október 17.) Moldva fejedelme volt 1449. október 12. – 1451. október 17. között.
Sándor moldvai fejedelem törvénytelen fia volt ismeretlen anyától. 1449 őszén Bogdan erdélyi és talán lengyel támogatással bevonult Moldvába és félreállította Alexăndrelt. A helyzet konszolidálása érdekében, valamint azért, megakadályozza Alexăndrelt a visszatérésben, Bogdán szövetséget kötött a podóliai Didrih Buczackival, és a határ védelméért cserébe 400 török zlotyt, 10 hordó bort, drága kelméket és évdíjat adott neki. Mivel később Alexăndrel lengyel segítséget kapott, 1450. február 11-én Bogdán szövetséget kötött Hunyadi Jánossal, amelyben "szeretett atyánk"-nak nevezte Hunyadit és megígérte, hogy fiaként mindenben a segítségére lesz. 1450. július 5-én hűségnyilatkozatot tett Hunyadinak, amelyben nagyjából megismételte az előző szerződést.
Bogdánt a trónra törő Péter Áron ejtette foglyul a Szucsáva melletti Răușeni faluban, és lefejeztette. Bogdán fia, III. István moldvai fejedelem 1503-1504-ben templomot emeltetett a vesztőhelyen.

## Fordítás
Ez a szócikk részben vagy egészben a Bogdan al II-lea al Moldovei című román Wikipédia-szócikk ezen változatának fordításán alapul.  Az eredeti cikk szerkesztőit annak laptörténete sorolja fel. Ez a jelzés csupán a megfogalmazás eredetét és a szerzői jogokat jelzi, nem szolgál a cikkben szereplő információk forrásmegjelöléseként.